# Chiococca caputensis
Chiococca caputensis là một loài thực vật có hoa trong họ Thiến thảo. Loài này được Lorence & C.M.Taylor mô tả khoa học đầu tiên năm 1995.